# Flight Log: Arrival
Flight Log: Arrival é o sexto extended play do boy group sul-coreano Got7 . Ele foi lançado no dia 13 de Março de 2017 pela JYP Entertainment. O álbum é composto em 8 faixas, incluindo a faixa título "Never Ever".

## Lista de Faixas
| N.º            | Título                 | Duração |  |
| 1.             | "Never Ever"           | 3:14    |  |
| 2.             | "Shopping Mall"        | 3:39    |  |
| 3.             | "Paradise"             | 3:31    |  |
| 4.             | "Sign"                 | 3:24    |  |
| 5.             | "Go Higher"            | 3:37    |  |
| 6.             | "Q"                    | 3:20    |  |
| 7.             | "양심없이(Don't Care)" | 2:51    |  |
| 8.             | "Out"                  | 3:18    |  |
| Duração total: | Duração total:         | 27:01   |  |

## Charts
| Chart (2017)                               | Peak position |
| ------------------------------------------ | ------------- |
| Australian Albums (ARIA)                   | 92            |
| Bélgica (Ultratop Flandres)                | 182           |
| Japão (Oricon)                             | 9             |
| New Zealand Heatseekers Albums (RMNZ)      | 8             |
| South Korean Albums (Gaon)                 | 1             |
| Estados Unidos (Billboard Top Heatseekers) | 3             |
| Estados Unidos (Top World Albums)          | 1             |

## Prêmios e Indicações

### Prêmios em Programas Musicais
| Musica       | Programa      | Data           |
| ------------ | ------------- | -------------- |
| "Never Ever" | The Show      | Março 21, 2017 |
| "Never Ever" | Show Champion | Março 22, 2017 |
| "Never Ever" | M Countdown   | Março 23, 2017 |
| "Never Ever" | Music Bank    | Março 24, 2017 |